# Phyllostemonodaphne
Phyllostemonodaphne es un género monotípico de plantas con flores perteneciente a la familia Lauraceae. Su única especie: Phyllostemonodaphne geminiflora (Mez) Kosterm., es originaria de Brasil y Surinam. El género fue descrito por André Joseph Guillaume Henri Kostermans y publicado en Recueil des Travaux Botaniques Néerlandais 33: 755-75 en el año 1936.

## Distribución
Las últimas plantas fueron conseguidas en 1978, la especie se concentra alrededor de Río de Janeiro, pero se sabe que también se encuentran en los bosques del interior, en Espírito Santo y Minas Gerais.

## Sinonimia
- Acrodiclidium geminiflorum Mez basónimo[1]